# Monte Tilia
Monte Tilia è un rilievo dei Monti Reatini che si trova nel Lazio, in provincia di Rieti, nel comune di Leonessa. È sede di un vecchio impianto di risalita della vecchia stazione sciistica di Leonessa, rinnovato negli anni 2010.